# Resíduo (análise complexa)

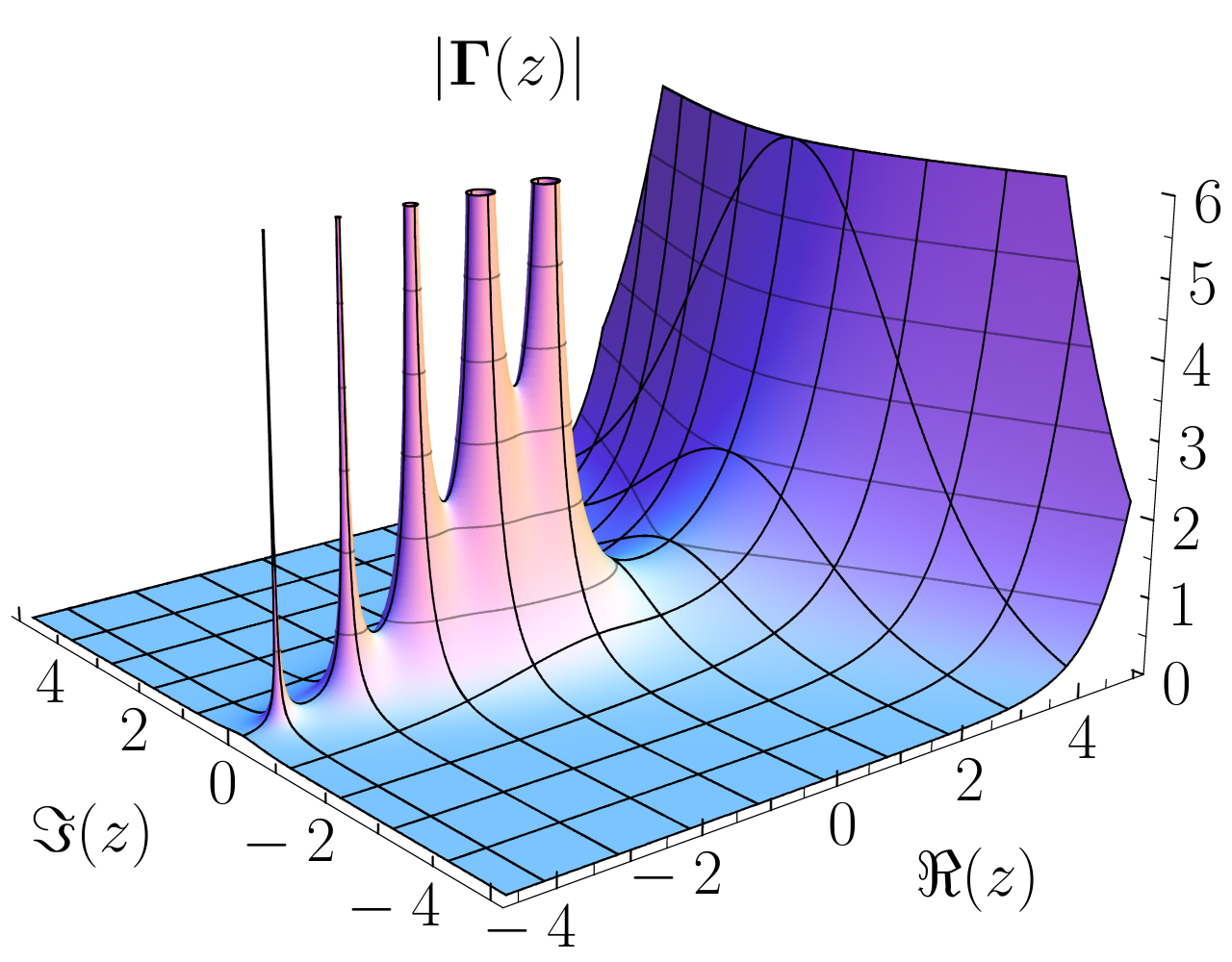
Gráfico tridimensional do valor absoluto da função gama complexa

Em análise complexa, o resíduo de uma função analítica f numa singularidade p é um número complexo que permite calcular o valor de um integral de linha de f cuja imagem esteja na vizinhança de p. Há métodos simples de cálculo de resíduos e, por outro lado, o conhecimento dos resíduos de f permite calcular integrais de f ao longo de lacetes arbitrários, através do teorema dos resíduos.

## Motivação
Como exemplo, considere a integral de contorno
{\displaystyle \oint _{C}{e^{z} \over z^{5}}\,dz}
onde C é uma curva de Jordan em torno de 0.
Agora calculamos essa integral utilizando os teoremas padrões de integral disponíveis. Assim, a série de Taylor para ez é conhecida, e podemos substituir esta série no integrando. A integral passa a ser
{\displaystyle \oint _{C}{1 \over z^{5}}\left(1+z+{z^{2} \over 2!}+{z^{3} \over 3!}+{z^{4} \over 4!}+{z^{5} \over 5!}+{z^{6} \over 6!}+\cdots \right)\,dz.}
Trazendo o termo 1/z5 para dentro da série, obtemos
{\displaystyle \oint _{C}\left({1 \over z^{5}}+{z \over z^{5}}+{z^{2} \over 2!\;z^{5}}+{z^{3} \over 3!\;z^{5}}+{z^{4} \over 4!\;z^{5}}+{z^{5} \over 5!\;z^{5}}+{z^{6} \over 6!\;z^{5}}+\cdots \right)\,dz=}
{\displaystyle \oint _{C}\left({1 \over \;z^{5}}+{1 \over \;z^{4}}+{1 \over 2!\;z^{3}}+{1 \over 3!\;z^{2}}+{1 \over 4!\;z}+{1 \over \;5!}+{z \over 6!}+\cdots \right)\,dz.}
A integral agora toma uma forma muito mais simples. Lembre-se que
{\displaystyle \oint _{C}{1 \over z^{a}}\,dz=0,\quad a\in \mathbb {Z} ,{\mbox{ para }}a\neq 1.}
Então, a integral em torno de C de todos os termos que não estão na forma cz−1 são iguais a zero e a integral é reduzida a
{\displaystyle \oint _{C}{1 \over 4!\;z}\,dz={1 \over 4!}\oint _{C}{1 \over z}\,dz={1 \over 4!}(2\pi i)={\pi i \over 12}.}
O valor 1/4! é conhecido como o resíduo de ez/z5 em z = 0, e denotado como
{\displaystyle \mathrm {Res} (f,0),\mathrm {ou} \ \mathrm {Res} _{0}{e^{z} \over z^{5}}\mathrm {ou} \ \mathrm {Res} _{z=0}{e^{z} \over z^{5}},.}

## Definição
Seja {\displaystyle \Omega } um subconjunto aberto do plano complexo {\displaystyle \mathbb {C} }, e {\displaystyle z_{0}} um ponto de {\displaystyle \Omega }. Seja
{\displaystyle f:\Omega \setminus \{z_{0}\}\to \mathbb {C} }
uma função holomorfa, que apresenta em {\displaystyle z_{0}} uma singularidade isolada e possui uma única expansão local na série de Laurent
{\displaystyle f(z)=\sum \limits _{n=-\infty }^{\infty }a_{n}(z-z_{0})^{n}.}
O resíduo de {\displaystyle f} em {\displaystyle z_{0}} é o coeficiente {\displaystyle a_{-1}} da série de Laurent.